# 달걀 성운
좌표:  21h 02m 18.75s, +36° 41′ 37.8″
달걀 성운(Egg Nebula) 또는 RAFGL 2688, CRL 2688은 백조자리에 있는 원시 행성상 성운이다.